# Teatro Capitol
El Teatro Capitol, a veces también llamado Cine Capitol. es un teatro de la ciudad de Quito. Ocupa el antiguo edificio conocido como Palacio Samaniego, que durante su larga historia ha pasado de residencia privada a teatro, sala de cine e incluso iglesia. Finalmente fue reabierto como teatro el 5 de mayo de 2014

## Ubicación
Está ubicado junto la Avenida Gran Colombia, entre las calles Ramón Egas y Julio Castro. Frente al parque La Alameda.
Junto al teatro se encuentran tanto la estación Simón Bolívar del sistema de Ecovía, como la estación Alameda del metro de Quito.

## Historia

### Palacio Samaniego

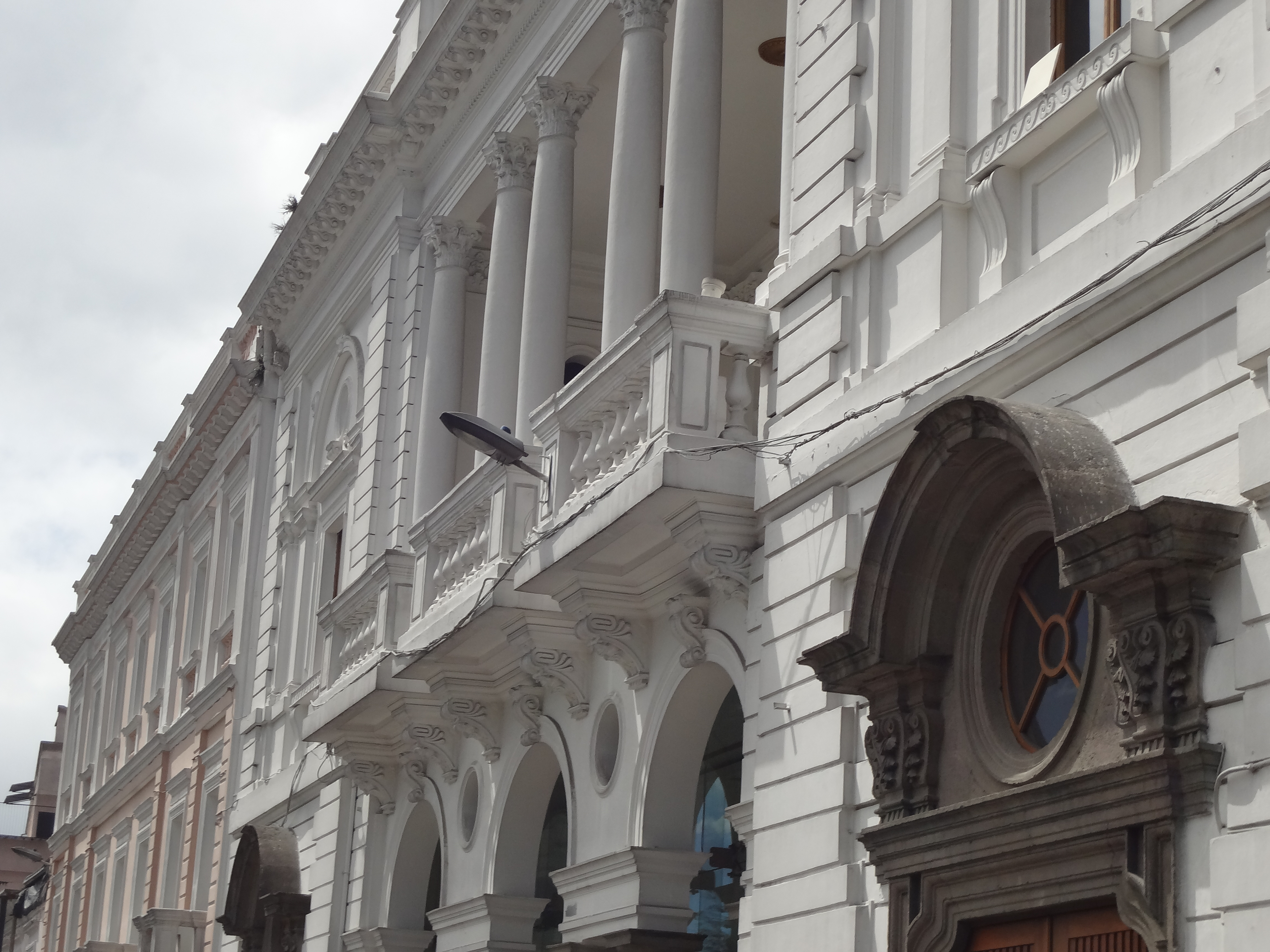
Detalle de la fachada

La construcción del edificio que actualmente ocupa el Teatro Capitol se inició en 1910y estuvo a cargo del arquitecto italiano Giacomo  Radiconccini. Originalmente el inmueble se llamó Palacio Samaniego por el apellido de sus primeros dueños. En ese entonces el edificio era una residencia privada y obedecía a una tendencia de la época donde las familias más importantes de la ciudad empezaron a construir villas y residencias palaciegas de gusto historicista y ecléctico hacia el norte de la ciudad.

### Remodelación y teatro
En 1933 sus nuevos dueños deciden remodelar la vieja casa señorial para transformarla en un teatro y cine, la readecuación quedó a cargo de Antonino Russo Es así como en 1937 es inaugurado bajo el nombre de Teatro Cadena por su fundador Daniel Cadena Ampudia Aunque más tarde pasó a llamarse Teatro Capitol.

### Declive
Desde la década de 1980 la proliferación de nuevas tecnologías de reproducción de video tales como Betamax o VHS, y más tarde en 1990 los DVDs, propiciaron el declive y cierre de los tradicionales teatros de la ciudad. El surgimiento de los centros comerciales agravó aún más su situación. El Capitol no fue ajeno a este nuevo fenómeno.

### Iglesia
En 1999. en su lugar se instaló la sede de Quito de la Iglesia Universal del Reino de Dios Antes de mudarse, la sede de la congregación había sido el también tradicional Teatro Pichincha La iglesia ocupó el edificio hasta el año 2006

## Reapertura como teatro

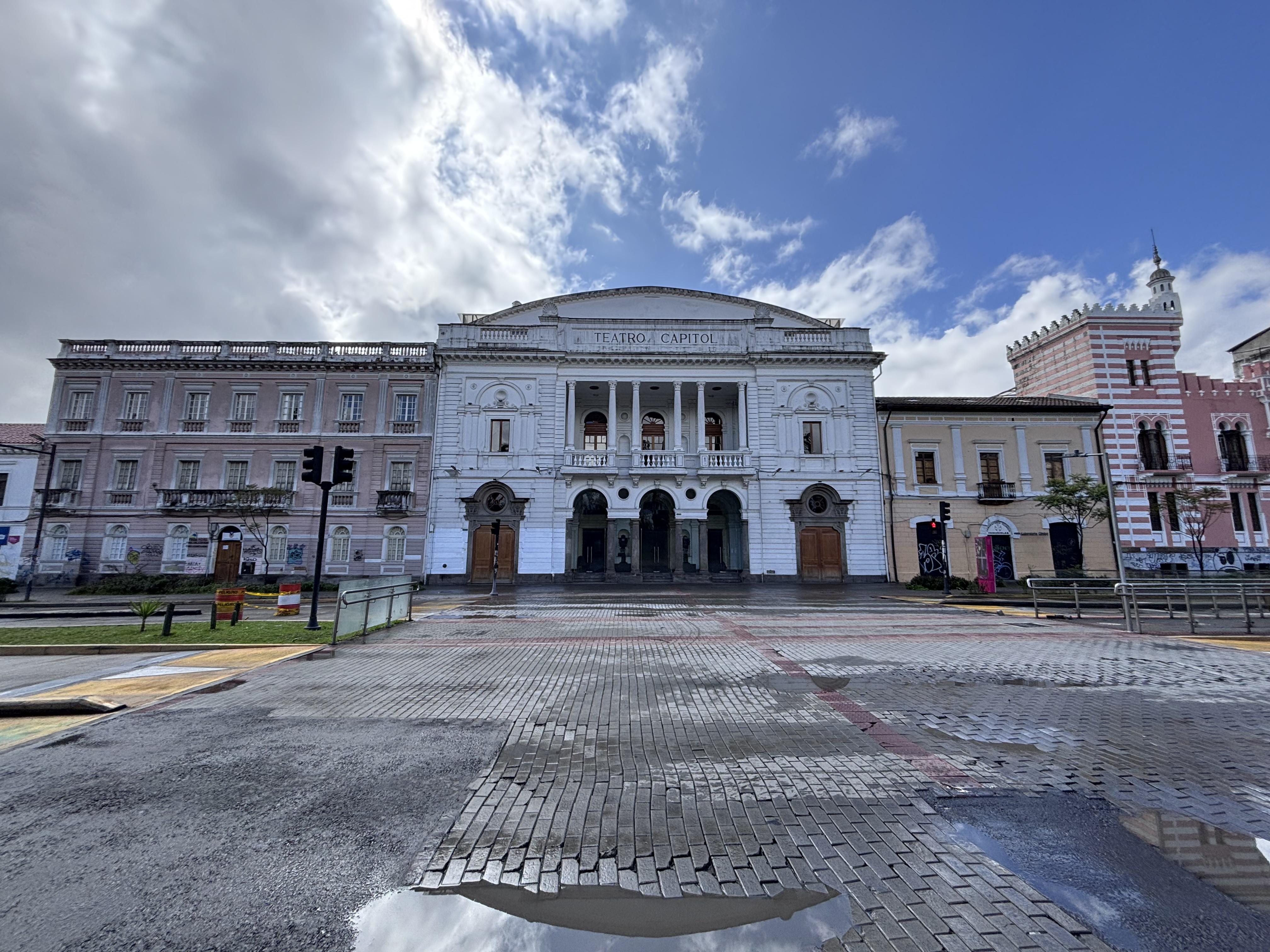
Vista panorámica de la fachada.

Luego de años en el abandono, se realizó la expropiación del inmueble. para su posterior rehabilitación como teatro. El Municipio de Quito adquirió el espacio en 2008 y destinó cerca de 3 millones de dólares para su intervención. Finalmente, en 2013 se iniciaron los trabajos de rehabilitación los cuales terminaron en 2014. El equipamiento habría sido completado en 2015
La reapertura se dio el 5 de mayo de 2014. Al evento asistieron el alcalde de entonces Augusto Barrera y el vicealcalde Jorge Albán entre otros Entre los grupos que se presentaron se cuentan la Orquesta de Instrumentos Andinos y la Orquesta Sinfónica Metropolitana
Durante las intervenciones se instaló una plataforma móvil en el escenario, se instalaron paneles fonoabsorbentes, y se reorganizó el nivel de palcos y galerías. De igual forma se instaló un vitral oval en el vestíbulo de ingreso, obra del artista Pablo Mora

## Características
El Teatro Capitol tiene una capacidad para 597.o 600 personas. Posee una platea, dos palcos, dos ascensores y una cafetería en la segunda planta El escenario está dotado de una plataforma móvil y pantallas. El teatro no cuenta con servicio de estacionamiento
El Capitol también puede ser prestado para actividades culturales y artísticas. Para ello se requiere llenar una solicitud y cumplir con ciertos requisitos.

El vestíbulo de ingreso o foyer de la planta baja se caracteriza por un gran vitral o claraboya oval multicolor que pende del techo, obra del artista y arquitecto quiteño Pablo Mora.

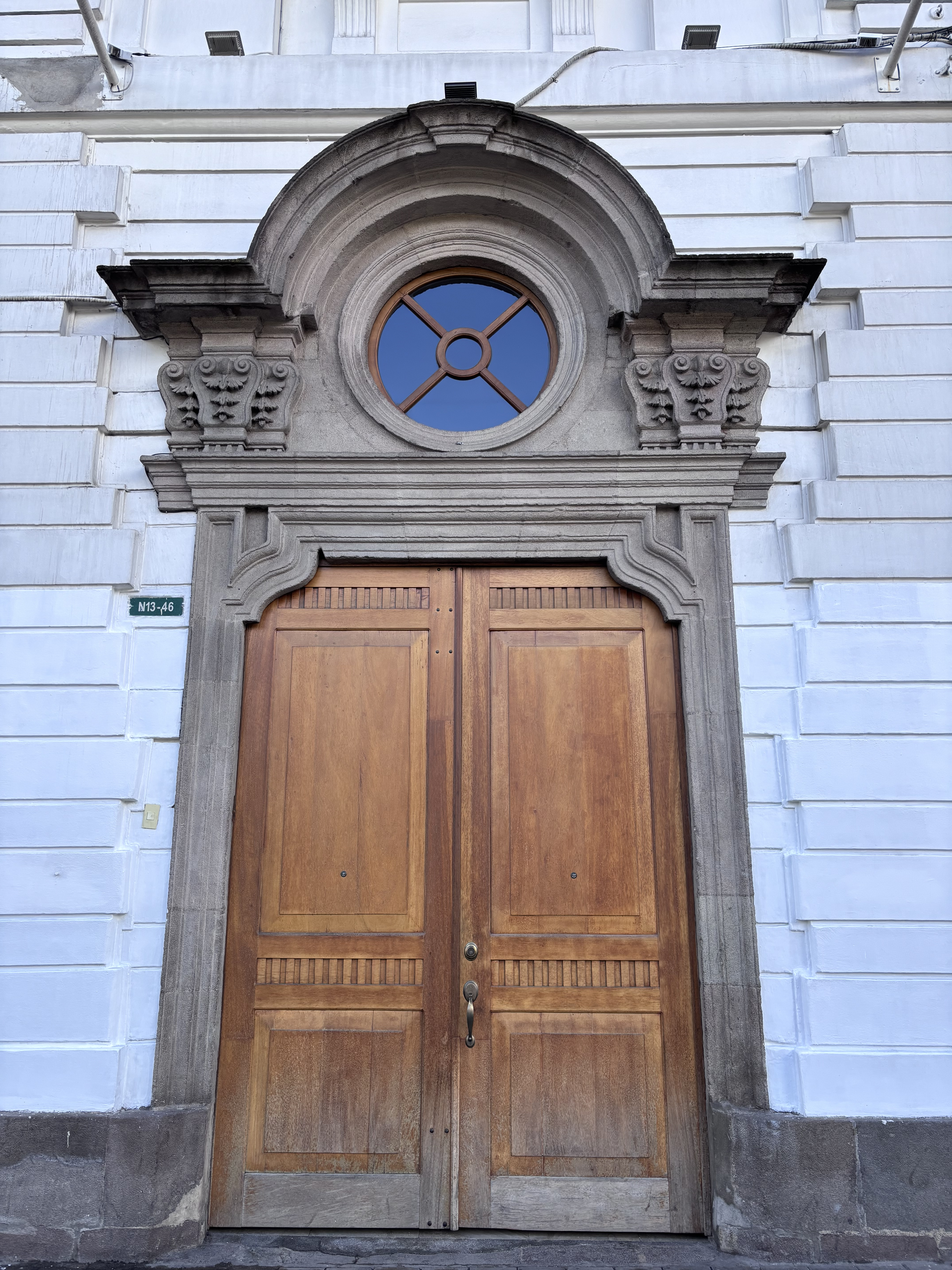
Una de las puertas laterales de la fachada.
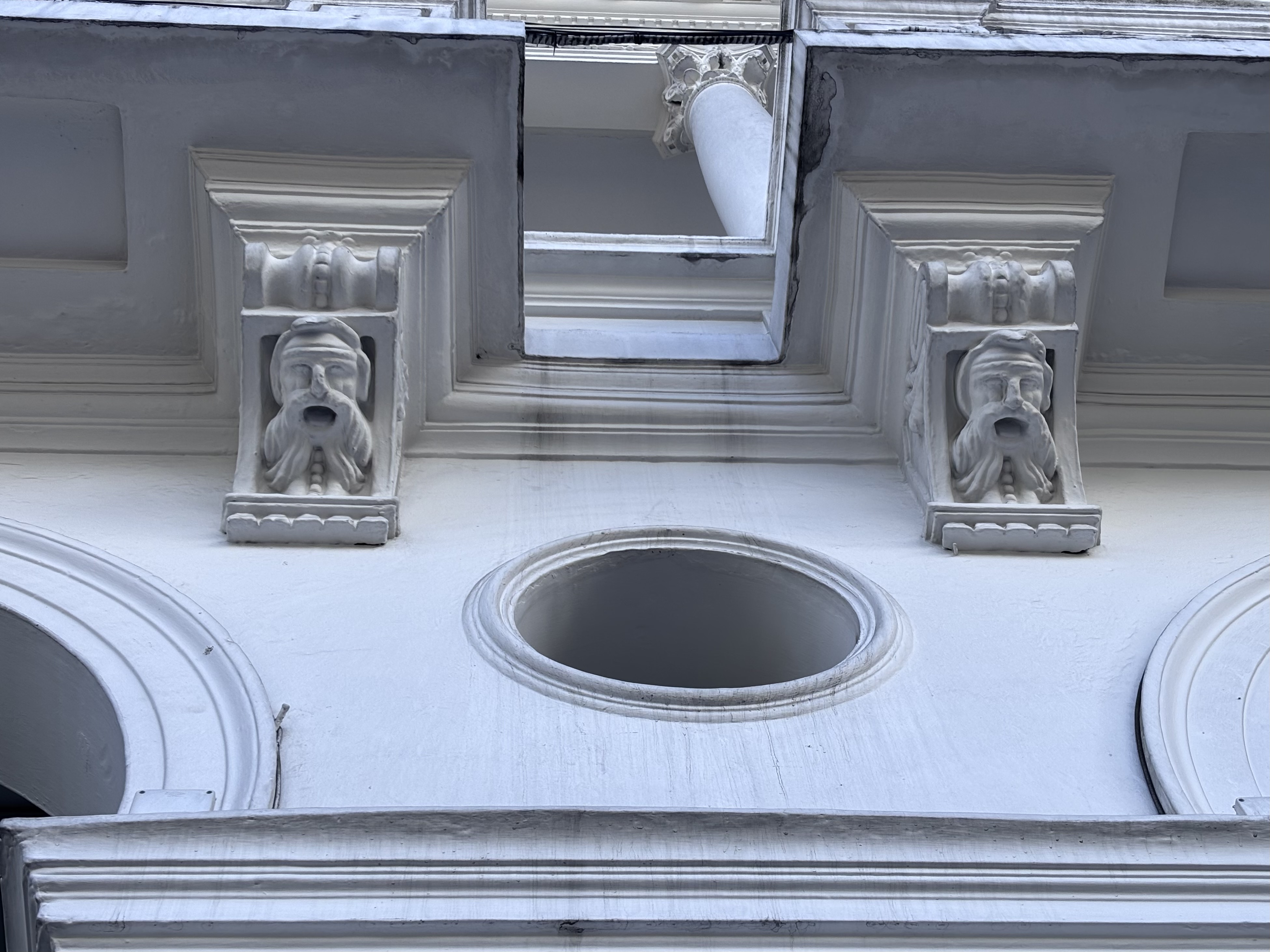
Mascarones de la fachada (detalle).
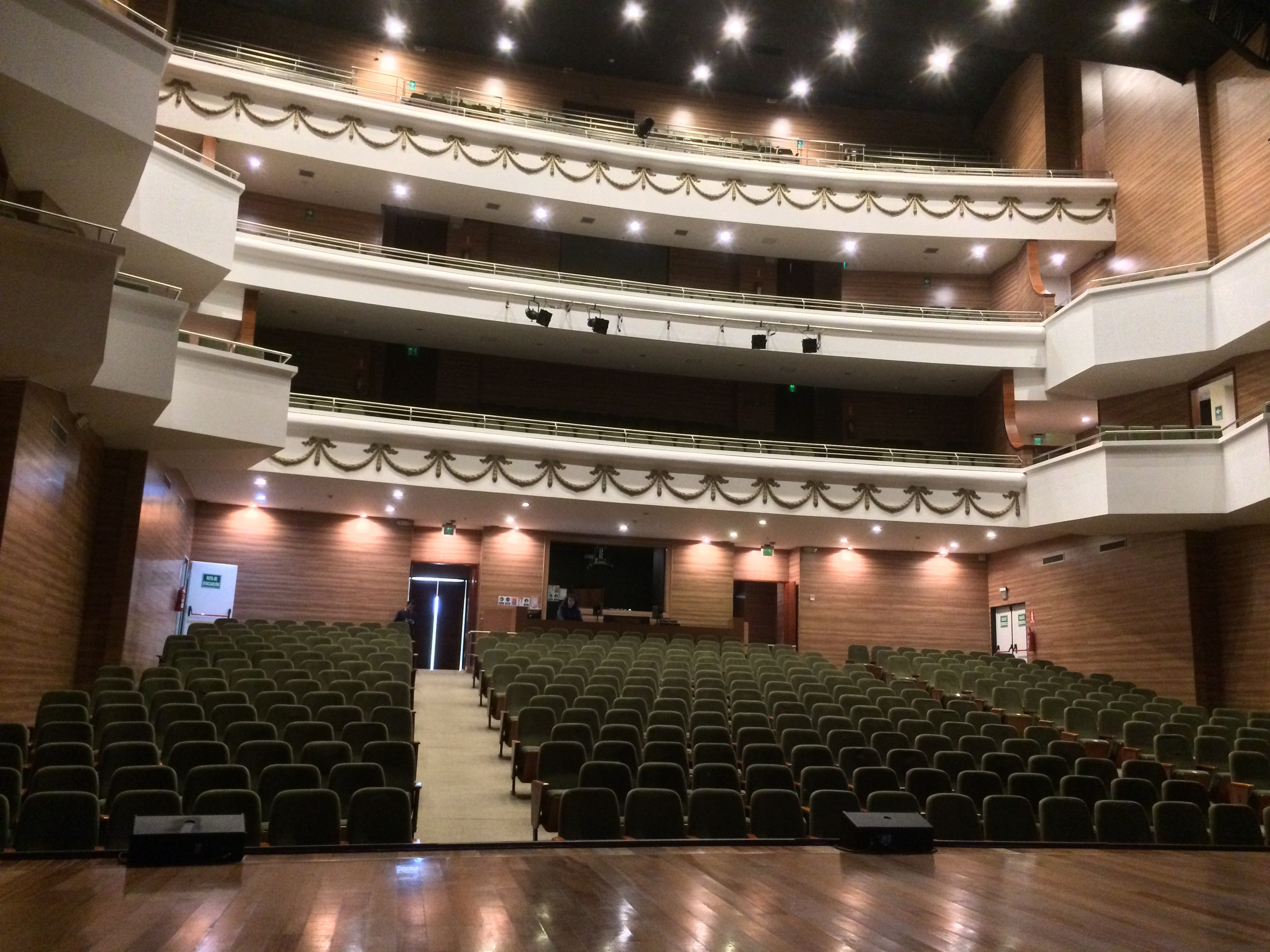
Interior.
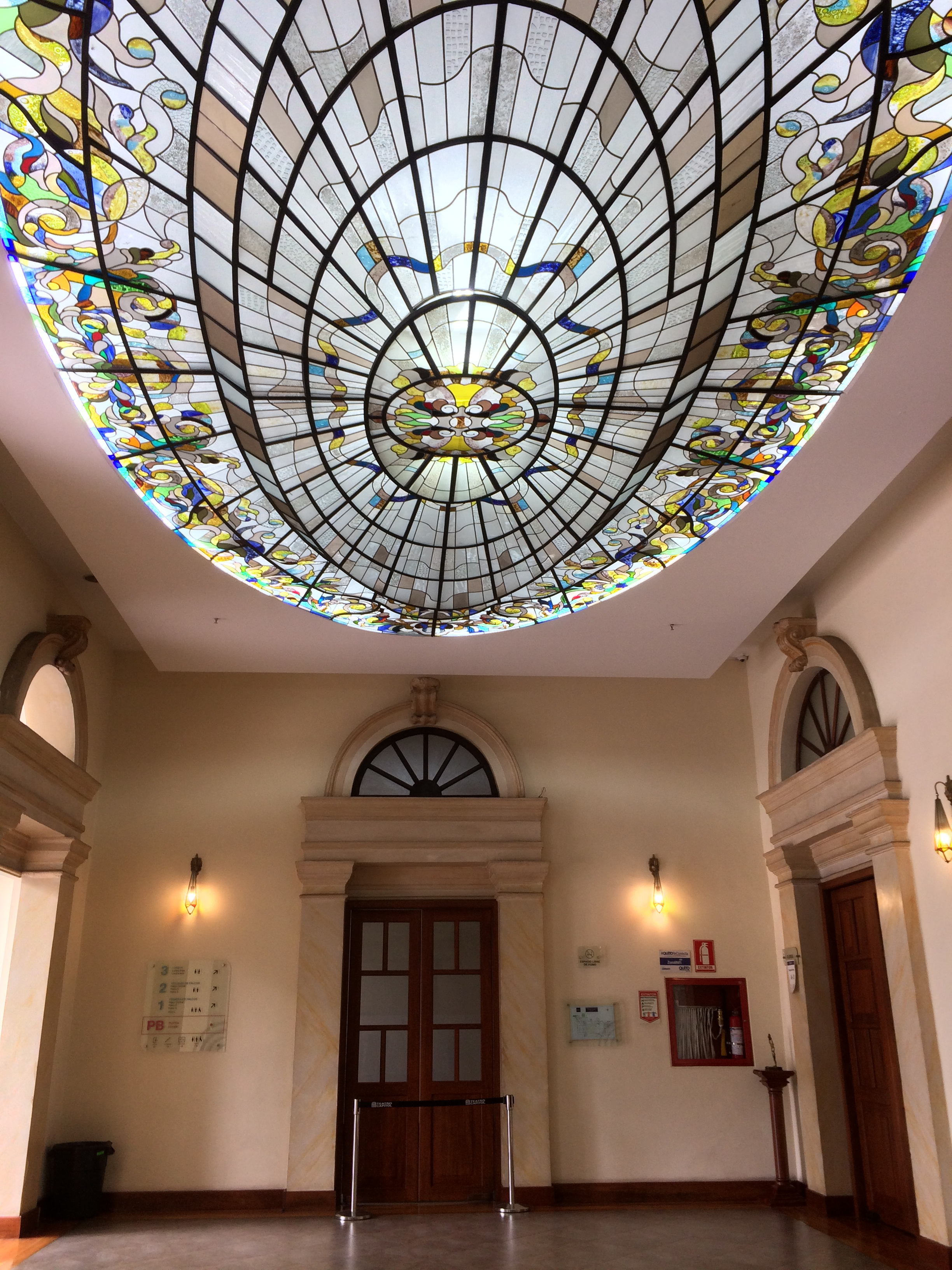
Vestíbulo con el vitral de Pablo Mora.